# Волзька ГЕС
Волзька гідроелектростанція (Сталінградська / Волгоградська ГЕС, ім. XXII з'їзду КПРС) — ГЕС на річці Волга у Волгоградській області, в місті Волжський. Найбільша гідроелектростанція в Європі. Входить в Волзько-Камський каскад ГЕС.

## Загальні відомості
Будівництво ГЕС почалося в 1952, закінчилося в 1961. ГЕС є середньонапірною гідроелектростанцією руслового типу. Склад споруд ГЕС:
- бетонна водозливна гребля завдовжки 725 м, найбільшою заввишки 44 м;
- намивна земляна гребля завдовжки 3249 м і найбільшою заввишки 47 м, складається з правобережного руслової ділянки завдовжки 1193 м, заплавної ділянки завдовжки 803 м, лівобережної ділянки завдовжки 1253 м;
- будівля ГЕС суміщеного типу завдовжки 736 м, що складається з одинадцяти агрегатних секцій по два гідроагрегати в кожній;
- рибопідйомник;
- двониткові двокамерні судноплавні шлюзи з аванпортом, низовим похідним каналом і водоскидом;
- міжшлюзова ГЕС;
- Розподільчий пристрій 220 кВ;
- Розподільчий пристрій 500 кВ.

Спорудами ГЕС прокладені залізничний та автомобільний переходи.
Потужність ГЕС — 2650 МВт (разом з міжшлюзовою ГЕС — 2672 МВт), середньорічне вироблення — 11,1 млрд кВт • год. У будівлі ГЕС встановлено 22 поворотно-лопаткових гідроагрегати ПЛ587-СБ-930, що працюють при робочому натиску 20 м: 9 — потужністю по 115 МВт, 8 — потужністю по 125,5 МВт і 5 — потужністю по 120 МВт, а також агрегат рибопод'емніка ПЛ30-В-330 потужністю 11 МВт. У будівлі міжшлюзової ГЕС, конструктивно що є частиною гідровузла, але юридично не відноситься до Волзької ГЕС, встановлено два поворотно-лопаткових гідроагрегати ПЛ30-В-330, що працюють при розрахунковому натиску 17 м. Виробник гідротурбін основних гідроагрегатів станції (6 лопаток, діаметр робочого колеса 9,3 м) і всіх гідрогенераторів — ВАТ «Силовые машины», гідротурбін рибопідйомника і міжшлюзової ГЕС (6 лопаток, діаметр робочого колеса 3,3 м) — харківське підприємство «Турбоатом» .
Напірні споруди ГЕС (довжина напірного фронту 4,9 км) утворюють велике Волгоградське водосховище.
Електростанцію проєктували 11 науково-дослідних інститутів на чолі з «Гідропроектом».
Волзька ГЕС входить до складу ВАТ «РусГидро» на правах філії.

## Економічне значення
Введення в експлуатацію Волзької ГЕС зіграло вирішальну роль в енергопостачанні Нижнього Поволжя і Донбасу і об'єднання між собою великих енергосистем Центру, Поволжя, Півдня. Економічний район Нижнього Поволжя також отримав потужну енергетичну базу для подальшого розвитку народного господарства. Важливу роль відіграє ГЕС і в створенні глибоководного шляху на всьому протязі Нижньої Волги — від Саратова до Астрахані. Споруди гідровузла використані для влаштування по них постійних залізничного та автодорожнього переходів через Волгу. Вони забезпечують найкоротший зв'язок районів Поволжя між собою. Окрім своєї основної функції — виробництво електроенергії — Волзька ГЕС створює можливість для зрошення і обводнення великих масивів посушливих земель Заволжжя.
Електропостачання місцевих споживачів — «Волгоградэнерго» — здійснюється на напрузі 220 кВ. З Об'єднаною енергосистемою Центру гідроелектростанція пов'язана двома лініями електропередачі 500 кВ. На напрузі 800 кВ здійснюється зв'язок з об'єднаною енергосистемою Півдня. Управління, регулювання і контроль роботи електромеханічного обладнання гідростанції здійснюється автоматично з використанням засобів телемеханіки ближньої дії. Контроль і регулювання режиму гідроелектростанції можуть виконуватися телемеханічно по лініях електропередач з об'єднаного диспетчерського пункту з Москви.

## Показники діяльності
| 2006     | 2007     | 2008     | 2009     | 2010   | 2011     | 2012   | 2013   | 2014   | 2015   |
| -------- | -------- | -------- | -------- | ------ | -------- | ------ | ------ | ------ | ------ |
| 11 306,9 | 13 536,9 | 11 816,6 | 11 853,4 | 10 260 | 10 425,6 | 11 626 | 12 839 | 11 566 | 10 999 |

## Екологічні проблеми
Гребля Волзької ГЕС, що є нижнім ступенем каскаду, перекрила шлях на нерест прохідним рибам Каспійського моря. Особливо постраждали білуга, російська осетер, білорибиця, волзький оселедець. Для підтримки їх поголів'я застосовується штучне риборозведення. Побудований рибопідйомнік виявився недостатньо ефективним (так, з 1962 по 1967 через дамбу Волзької ГЕС осетрових пропускати від 17 до 67 тисяч осіб на рік, оселедцевих — від 435 до 1228 тисяч на рік, крім того, проходило також багато сомів, сазанів, судаків, лящів та інших риб, а проте, це не більше 15 % від необхідного). Менше постраждали види, маючі нерест нижче греблі ГЕС, наприклад, севрюга і вобла. Погіршилися умови для відтворення риб і в результаті перерозподілу стоку — втім, тут винен весь Волзько-Камський каскад ГЕС. Як і інші великі рівнинні ГЕС, Волзька гідроелектростанція критикується за великі втрати земель в результаті затоплення, підтоплення та переробку берегів. Одночасно варто відзначити і позитивний ефект водосховища як розріджувача стоків і відстійника, що вельми позитивно позначається на якості води р. Волга, сильно забруднюються промисловими скидами.

## Історія будівництва
6 серпня 1950, Сталін підписав постанову Ради Міністрів СРСР № 3555 про спорудження на північ від міста Сталінграда гідровузла потужністю не менше 1,7 млн кВт. Вже 31 серпня у пресі було опубліковано постанову ЦК КПРС і Ради Міністрів СРСР про будівництво Сталінградської ГЕС. Цією постановою уряду утворена будівельна організація «Сталинградгидрострой».
Перший ґрунт у котловані для майбутньої гідроелектростанції було вийнято у 1952. На спорудженні ГЕС працювали 10000 комсомольців і 26000 ув'язнених Ахтубінського ВТТ. ГЕС отримувала обладнання з усієї країни: турбіни і генератори з Ленінграда, з Свердловська та Запоріжжя — новітнє електрообладнання, різні машини слали Москва, Ташкент, Челябінськ, Харків, ліс — Карелія. Понад 1500 підприємств країни, десятки науково-дослідних інститутів направляли своє обладнання і спеціалістів.
Багато що на гідростанції робилося вперше в історії вітчизняної енергетики. У грудні 1959 вперше була введена в експлуатацію високовольтна лінія електропередачі напругою 500 кВ «Сталінград — Москва». Вперше у світовій практиці була побудована, випробувана і здана в промислову експлуатацію передача постійного струму 800 кВ «Волгоград — Донбас». Після введення в постійну експлуатацію Волзька ГЕС стала випробувальним полігоном електротехнічного і гідромеханічного обладнання для будувалися в 1960-70-і роки сибірських і зарубіжних гідростанцій. Перший гідроагрегат було пущено 22 грудня 1958. В експлуатацію ГЕС була прийнята урядовою комісією 10 вересня 1961. Указом Президії Верховної Ради СРСР їй було присвоєно назву «Волзька гідроелектростанція імені XXII з'їзду КПРС».

## Реконструкція станції
За 50 років експлуатації станції її обладнання значно застаріло, у зв'язку з чим проводиться його поступова заміна та реконструкція. У першу чергу оновлюється тракт видачі електроенергії, зокрема, реконструюється відкритий розподільчий пристрій. Також проходить модернізацію гідросилового обладнання — замінюються гідротурбіни, модернізуються гідрогенератори. До кінця 2007 проведена реконструкція 10 гідроагрегатів без збільшення їх потужності; надалі заплановано гідротурбіни замінювати на нові, ефективніші, що дозволить збільшити потужність гідроагрегатів. Постачальником нових гідротурбін є ВАТ «Силовые машини»..
- В лютому 2008 року була завершена реконструкція гідроагрегату з станційним номером 17 — проведена заміна гідротурбіни на потужнішу (125,5 МВт; але, потужність гідрогенератору не змінилася, відповідно, потужність гідроагрегату в цілому не зросла), модернізована система управління гідроагрегатом[11]..
- З 1 січня 2009 року потужність станції збільшилася на 10 МВт в результаті перемаркування двох гідроагрегатів (станційні номера 16 і 22) після реконструкції, яка включає заміну гідротурбін[12].